# Fredesdorf
Fredesdorf ist eine Gemeinde im Kreis Segeberg in Schleswig-Holstein.

## Geografie

### Geografische Lage
Das Gebiet der Gemeinde Fredesdorf erstreckt sich etwa 8 km südwestlich von Bad Segeberg im Landschaftsbereich des Naturraums Holsteinische Vorgeest, eines der schleswig-holsteinischen Geestgebiete. Im Gemeindegebiet fließt die Schmalfelder Au.

### Ortsteile
Die Gemeinde Fredesdorf besteht siedlungsgeografisch aus dem namenstiftenden Dorf als einzigem Ortsteil.

### Nachbargemeinden
Unmittelbar an Fredesdorf anliegende Gemeindegebiete sind:
| Todesfelde |                                             | Kükels        |
|            | Kompassrose, die auf Nachbargemeinden zeigt | Leezen        |
| Seth       |                                             | Groß Niendorf |

## Geschichte
Das Dorf wurde um 1200 gegründet.
Die Moorflächen im Gemeindegebiet wurden früher zum Torfabbau genutzt.

## Politik

### Gemeindevertretung
Bei der Kommunalwahl am 14. Mai 2023 wurden insgesamt neun Sitze vergeben. Von diesen erhielt die Wählervereinigung Fredesdorf fünf Sitze, die Allgemeine Kommunalpolitische Vereinigung Fredesdorf drei Sitze und die Unabhängige Wählergemeinschaft Fredesdorf einen Sitz.

### Bürgermeister
Bürgermeister ist Peter Waldheuer (WV), erster Stellvertreter ist Hans-Christian Tödt (UWF) und zweiter Stellvertreter ist Armin Sarau (WV).

### Wappen
Blasonierung: „In Gold unter einem blauen Wellenbalken ein schwarzer Torfkarren, umringt von zehn grünen Lindenblättern.“

## Wirtschaft und Verkehr
In der ursprünglich landwirtschaftlich geprägten Gemeinde, in der die Schafzucht dominierte, nimmt inzwischen die Wohnnutzung immer weiter zu. Daneben sind im Ort einige Handwerksbetriebe ansässig.
Durch die Gemeinde Fredesdorf führt die schleswig-holsteinische Landesstraße 167, die eine Querverbindung von der Bundesstraße 206 in Hartenholm zur Bundesstraße 432 in Leezen bildet.

## Persönlichkeiten
Der expressionistische Maler Christian Rohlfs (1849–1938) verbrachte einen Teil seiner Kindheit in Fredesdorf, wo ein Arzt nach einem Sturz Rohlfs’ von einem Baum dessen Maltalent erkannte. Eine Straße im Ort ist nach ihm benannt.